# Димо Йорданов
Димо Йорданов Йорданов е български педагог и психолог, професор, доктор на психологическите науки.

## Биография
Роден е на 27 септември 1927 г. в силистренското село Бабук, тогава в Кралство Румъния. Завършва средно образование, а след това и института за начални учители в Силистра. От 1951 до 1956 г. завършва педагогика в Софийския университет. След това известно време е заместник-директор и директор на училища в Силистра и Кубрат. Отделно е бил инспектор в отдел „Народна просвета“. Между 1961 и 1964 г. е аспирант в Московския държавен университет, където защитава кандидатска (докторска) дисертация по инженерна психология при Алексей Леонтиев. Работи като преподавател в Института за усъвършенстване на учителите и ръководните кадри във Варна. Известно време е научен сътрудник в Секцията по педагогическа психология в Института по образованието. От 1976 г. е доцент, а от 1984 г. и професор по педагогическа психология. През 1982 г. защитава дисертация за доктор на психологическите науки на тема „Теорията на дейността и психологията на обучението“. Води лекции по педагогическа психология и инженерна психология. Известно време е ръководител на катедра „Социална, трудова и педагогическа психология“ в Софийския университет (към 1987) и два мандата заместник-декан на философския факултет на университета. Член на Специализирания научен съвет по психология към Висшата атестационна комисия. Преподавал е и във ВСУ „Черноризец Храбър“. Член на редакционната колегия на сп. „Психология“. Награждаван е с два ордена „Кирил и Методий“ – II ст. (1973) и I ст. (1982).

## Книги и учебници
- Управление на учебния процес, изд. „Народна просвета“, 1972
- с Трифон Трифонов, Генчо Пирьов и С. Минкова. Инженерна психология, 1972
- с Любен Десев, Стоянка Жекова, Генчо Пирьов, Цани Цанев, Валентин Цолов. Педагогическа психология. Изд. „Наука и изкуство“, 1979
- Проблеми на психологията на обучението, изд. „Народна просвета“, 1982
- със Стоянка Жекова и Крум Крумов. Педагогическа психология, изд. „Наука и изкуство“, 1987
- Инженерна психология, УИ „Св. Климент Охридски“, 1990
- с Галя Герчева-Несторова. Въображение и обучение, ИПКУ „Петър Берон“, 1992
- с Петър Николов и Наталия Александрова. Педагогическа психология. учебник за СОУ, изд. „Просвета“, 1992
- Съставител. Лев Симеонович Виготски. Избрани психологически произведения. ИК „Псидо“, 2006